# Fall River (Wisconsin)
Fall River es una villa ubicada en el condado de Columbia en el estado estadounidense de Wisconsin. En el Censo de 2010 tenía una población de 1.712 habitantes y una densidad poblacional de 344,27 personas por km².

## Geografía
Fall River se encuentra ubicada en las coordenadas 43°23′9″N 89°2′44″O / 43.38583, -89.04556. Según la Oficina del Censo de los Estados Unidos, Fall River tiene una superficie total de 4.97 km², de la cual 4.81 km² corresponden a tierra firme y (3.33%) 0.17 km² es agua.

## Demografía
Según el censo de 2010, había 1.712 personas residiendo en Fall River. La densidad de población era de 344,27 hab./km². De los 1.712 habitantes, Fall River estaba compuesto por el 96.03% blancos, el 0.7% eran afroamericanos, el 0.06% eran amerindios, el 0.99% eran asiáticos, el 0% eran isleños del Pacífico, el 0.35% eran de otras razas y el 1.87% pertenecían a dos o más razas. Del total de la población el 1.99% eran hispanos o latinos de cualquier raza.